# Pangrapta laevis
Pangrapta laevis är en fjärilsart som beskrevs av Emilio Berio 1956. Pangrapta laevis ingår i släktet Pangrapta och familjen nattflyn. Inga underarter finns listade i Catalogue of Life.